# Vlag van De Knipe

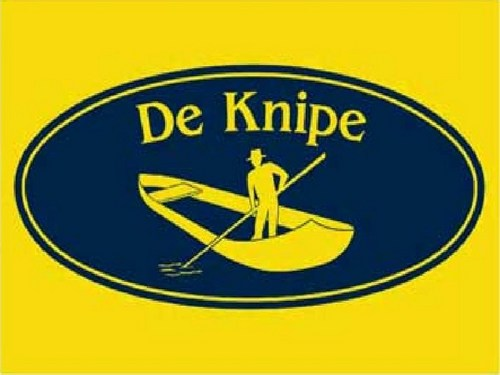
Vlag van De Knipe

De vlag van De Knipe is de dorpsvlag van het Nederlandse dorp De Knipe, in de Friese gemeente Heerenveen. De vlag bestaat uit een geel veld met op de voorgrond een marineblauwe ovale vorm. Hierin is de dorpsnaam opgenomen met daaronder een praam. Deze praam wordt ook wel de knypsterbok genoemd en vormt een symbool voor het dorp. De vlag wordt sinds de onthulling veelal gebruikt voor diverse dorpsfestiviteiten.